# Château de Buzay
Le château de Buzay est situé à La Jarne en Charente-Maritime

## Historique
La seigneurie de Buzay a appartenu à la famille Barbot (Amos Barbot de Buzay). Le nom de Buzay serait celui d'une abbaye située dans l'actuelle Loire-Atlantique.
En 1687, la seigneurie de La Jarne est achetée par Pierre Harouard († 1711), armateur à La Rochelle, qui la transmet à son fils, l'armateur et négrier Étienne-Henri Harouard du Beignon (1697-1765) ; Le Beignon est le nom d'un fief tout proche.
En 1771, le fils d'Étienne-Henry, Pierre-Étienne Harouard du Beignon, lieutenant de l'Amirauté de La Rochelle, avocat au Parlement de Paris et armateur, se fait construire, une « maison des champs », expression courante de l'époque, au lieu-dit Buzay.
Il est à remarquer qu'il a publié par la suite des ouvrages de botanique et d'agriculture.
Sa fille apporte le château en dot à Étienne Pierre Chérade, comte de Montbron, d'une famille charentaise anoblie en 1693 et dont l'auteur, Clément, fut marchand de draps à Angoulême au XVIIe siècle ;  il est resté depuis dans la famille de Chérade de Montbron. Le logis du Bois Not lui est réuni au XIXe siècle.

## Architecture
Construit entre 1771 et 1776, d'après les plans de l'architecte parisien Nicolas Ducret, codessinateur avec Gabriel et Soufflot des plans de la cathédrale de La Rochelle, le château de Buzay est un exemple parfait de ce que l'on appelle le style Louis XVI.
Le bâtiment à un étage couvert d'un toit d'ardoise est compact et la façade est centrée par un pavillon à fronton triangulaire qui repose sur quatre colonnes ioniques. Il est recouvert et c'est le seul endroit, d'un comble à brisis plus haut que les autres toitures. Cette façade est flanquée d'avant-corps latéraux. 
Les fenêtres sont hautes, à petits carreaux et surmontées de discrètes sculptures de guirlandes, que l'on retrouve à l’intérieur même du château.
La façade postérieure donne sur une terrasse qui domine le jardin de broderie de buis.

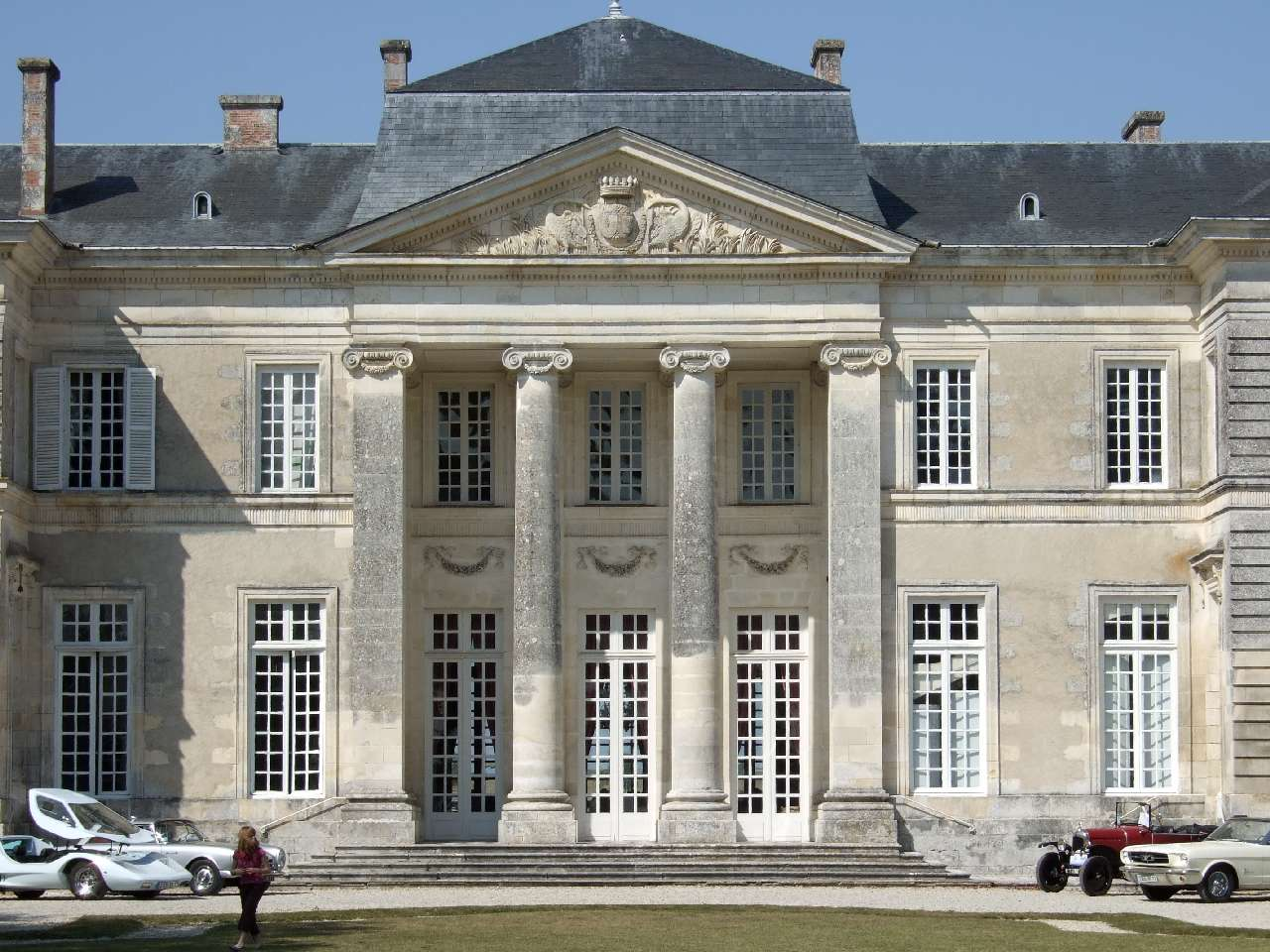
Fronton Sud sur la cour.

## Parc et jardins
Un plan dessiné en 1776 a permis :

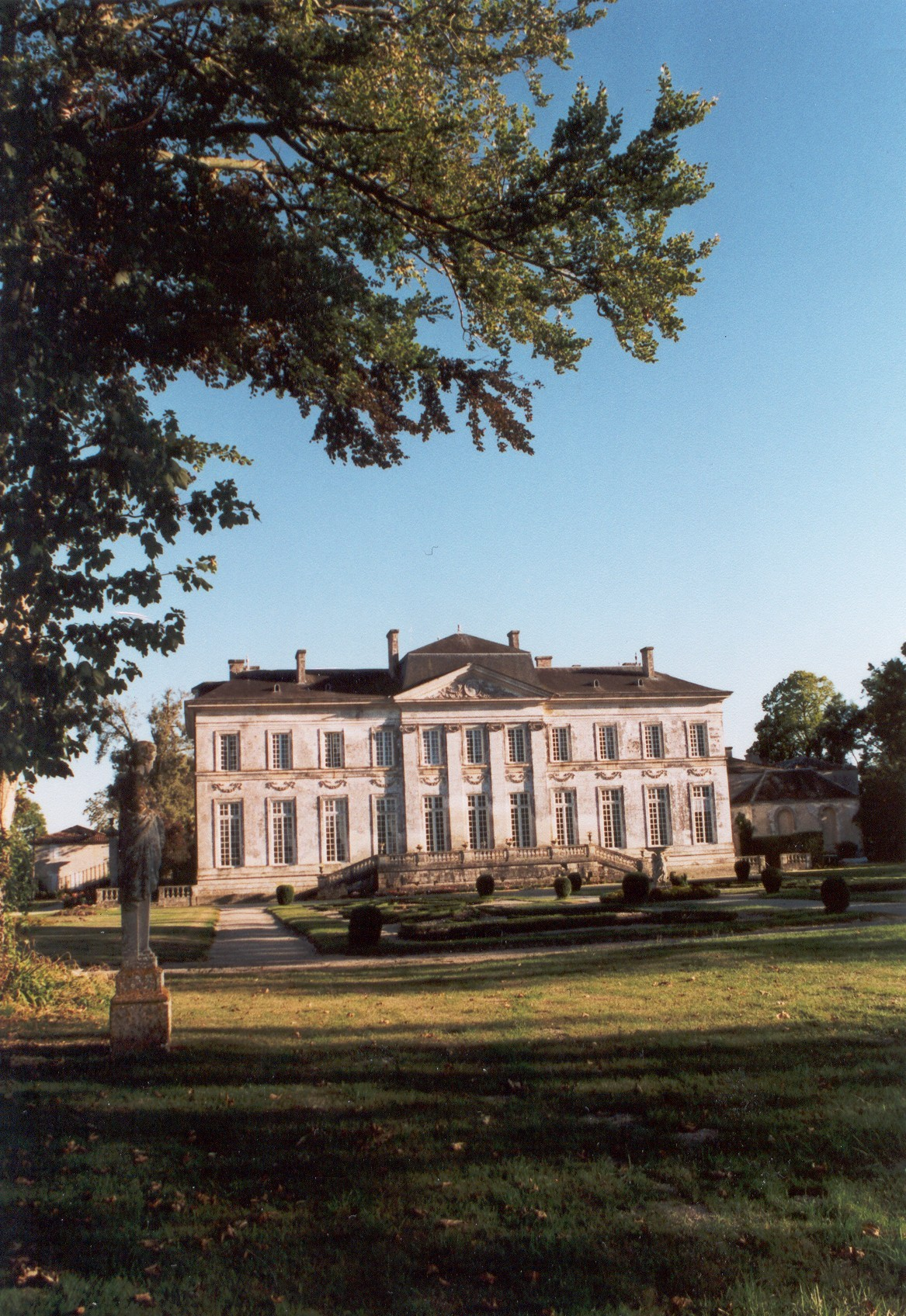
Façade Nord

- côté cour, une pelouse au dessin retracé en 1937 (à l'origine la cour était divisée en deux par un muret) ;
- côté jardin, les broderies aux formes de coquilles et de rinceaux, refaites en 1920 sur le modèle de celles du château de Villandry avec des zones rehaussées des couleurs de l'ardoise et de la tuile pilée.

Le parc présente un réseau d'allées formant des figures géométriques, des ronds-points, agrémentés de chambres de verdures, de pièces d'eau...
Le tout a été tracé dans l'esprit du traité La Théorie et la pratique du jardinage de Dézallier d'Argenville.
L'allée des pins forme une perspective de 750 mètres.
Le château, la chapelle, les dépendances, et le parc avec l'hémicycle et l'allée qui traverse la parcelle du Ranclos ont été classés monument historique par arrêté du 4 juin 2004, arrêté remplaçant ceux promulgués en 1950.

## Visites
Tous les jours du 1er juillet au 30 septembre de 14h30 à 17h30